# Francine Bougenot
Francine Genevieve Germaine Bougenot, née le 15 avril 1971 et morte le 13 décembre 1995 à Nîmes, est une joueuse internationale française de volley-ball. Elle évolue notamment au Clamart Volley-Ball et est sélectionnée en équipe de France féminine de volley-ball en 1992.
Hospitalisée à Nîmes, elle se suicide en 1995 après s'être enfuie du centre hospitalier, qui est condamné en 2002 par le tribunal administratif de Montpellier pour négligence.
Elle mesure 1,83 m.